# Exec Shield
Exec Shield – łata na jądro Linux, zwiększającą bezpieczeństwo systemu poprzez emulację bitu NX dla architektury x86. Autorem łatki jest Ingo Molnár z Red Hat. Łata jest domyślnie stosowana w dystrybucji Fedora Core.
Exec Shield oznacza sekcję danych jako niewykonywalną, a pamięć programu jako niezapisywalną. Chroni to przed całą gamą ataków opartych na przepełnieniu bufora. Łata dodaje również losowość do funkcji mmap() i sterty.